# Andrij Łozowski
Andrij Mykołajowycz Łozowski (ukr. Андрій Миколайович Лозовський, ros. Андрей Николаевич Лозовский, Andriej Nikołajewicz Łozowski; ur. 31 stycznia 1973 w Odessie) – ukraiński piłkarz, grający na pozycji pomocnika, a wcześniej obrońcy.

## Kariera piłkarska

### Kariera klubowa
Wychowanek SDJuSzOR Czornomoreć Odessa. W składzie Czornomorca Odessa rozpoczął karierę piłkarską. 3 marca 1992 roku debiutował w Wyszczej Lidze w meczu z Torpedem Zaporoże (2:1). W sezonie 1994/95 bronił barw farm-klubu SK Odessa. W 1995 wyjechał do Izraela, gdzie występował w klubach Hapoel Kefar Sawa, Beitar Tel Awiw, Maccabi Akka i Hapoel Nacerat Illit. W 2001 roku wrócił do Czornomorca Odessa, a na początku 2003 przeniósł się do Reału Odessa, w którym zakończył karierę piłkarską. Potem grał jeszcze w amatorskich drużynach Soniaczna Dołyna Odessa, Digital Odessa oraz Torpedo Odessa.

## Kariera trenerska
Po zakończeniu kariery piłkarskiej od 2008 trenował dzieci w SDJuSzOR Czornomoreć Odessa.

## Sukcesy i odznaczenia

### Sukcesy klubowe
- brązowy medalista Mistrzostw Ukrainy: 1993, 1994
- wicemistrz Ukraińskiej Pierwszej Lihi: 2002
- zdobywca Pucharu Ukrainy: 1992, 1994